# Dromococcyx pavoninus
Dromococcyx pavoninus е вид птица от семейство Кукувицови (Cuculidae).

## Разпространение
Видът е разпространен в Аржентина, Боливия, Бразилия, Венецуела, Гвиана, Еквадор, Парагвай, Перу и Френска Гвиана.